# Vojenský ordinariát Portugalska
Vojenský ordinariát Portugalska  je římskokatolický vojenský ordinariát, jehož jurisdikce se týká členů ozbrojených sil, jejich rodinných příslušníků a armádního civilního personálu v celém Portugalsku. Jeho katedrálou je lisabonský kostel Panny Marie Osvoboditelky a svatého Josefa, zvaný Igreja da Memória (Pamětní kostel). Vojenský ordinariát je bezprostředně podřízen Svatému stolci. 

## Stručná historie
V roce 1966 byl zřízen polní vikariát Portugalska. Polním vikářem byl vždy úřadující lisabonaký patriarcha, který jmenoval svého generálního vikáře a většinou i pomocného biskupa pro ozbrojené síly. V roce 1986 byl vikariát povýšen na polní ordinariát, i když nadále zůstal podřízen patriarchovi. To přestalo až v roce 200, kdy se funkce oddělily i personálně. 